# Alda
Az Alda női név az Aldó férfinév női párja.

## Rokon nevek
Aldea

## Gyakorisága
Az újszülötteknek adott nevek körében  az 1990-es években szórványosan fordult elő. A 2000-es és a 2010-es években sem szerepelt a 100 leggyakrabban adott női név között.
A teljes népességre vonatkozóan az Alda sem a 2000-es, sem a 2010-es években nem szerepelt a 100 leggyakrabban viselt női név között.

## Névnapok
május 10.

## Híres Aldák
Magyari Alda - olimpiai bronzérmes vízilabdakapus 